# Pour mille

Visualisation d'un pour mille.

La locution pour mille ou par mille est utilisée pour désigner un dixième d’un pourcentage. Il est écrit avec le signe ‰, qui ressemble au signe pourcentage (%) mais comporte un zéro supplémentaire. C’est une forme stylisée de trois zéros au dénominateur. Il permet de ne pas commettre l'erreur de placer une virgule sur un pourcentage. 
Il est inclus dans le bloc de ponctuation générale des caractères Unicode : U+2030 ‰ PER MILLE SIGN (HTML &#8240; - &permil;). Il est accessible sous Windows avec ALT+0137, et est accessible via la Touche de composition %o. 

## Usages
On l’utilise pour la taxe foncière aux États-Unis, il est appelé le millage rate.
Par exemple, 5 ‰ = 5⁄1000 = 0,005 = 0,5 %.
En démographie, le symbole ‰ est souvent utilisé pour exprimer certains taux, comme les taux de mortalité ou les taux de natalité.
Par exemple, un taux de natalité de 15 ‰ signifie qu’il y a eu au cours d’une année donnée 15 naissances pour une population de 1 000 habitants.
Dans le domaine ferroviaire, on l’utilise pour mesurer les pentes au lieu du pour cent utilisé dans le domaine routier, car les déclivités y sont beaucoup plus faibles. Ces pentes indiquent le ratio entre l’élévation (verticale) et la distance horizontale. Dans le Système international d'unités, le « pour mille » est équivalent au mm/m (ou par exemple à 1 cm pour 10 m). Notez que dans le système impérial, on utilisait des pouces par verge ce qui vaut 1 pour 792 (1⁄792 = 1,26 ‰).
On l'utilise couramment pour certaines statistiques au baseball, notamment la moyenne au bâton.
Dans le domaine militaire, le « pour mille d’artillerie » est synonyme du mil angulaire, angle dont la tangente est proche de 1⁄1000.